# Beli Manastir

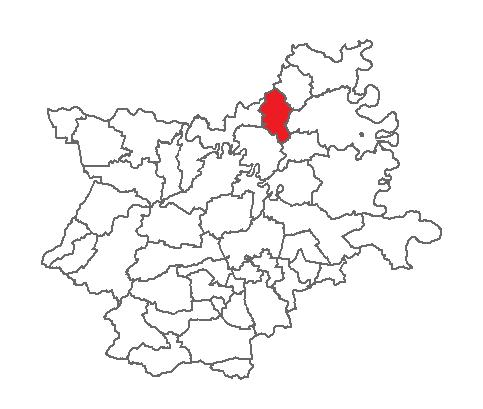

Beli Manastir (Hongaars: Pélmonostor; Servisch: Бели Манастир) is een stad in het oosten van Kroatië, en een grotere stad van het Kroatische gedeelte van Baranja, de stad ligt in de provincie Osijek-Baranja. De stad heeft per 2001 8671 inwoners en de gemeente heeft per 2001 10.986 inwoners.
Beli Manastir betekent "wit klooster" in het Servisch; de stad kreeg een andere naam toen het in 1918 bij Servië ging horen. Vanaf dat moment kwam er een grotere groep Serviërs bij, naast de Hongaren, Duitsers en Kroaten die er al woonden. In 2001 was 55% van de bevolking Kroaat, 25% Serviër en 9% Hongaar.
In 2011 waren er 5.750 Kroaten (57,11 %), 2.572 Serviërs (25,55 %), 801 Hongaren (7,96 %) en 301 Roma (2,99 %).
In 1910 bestond de bevolking voor ruim 60% uit Duitstaligen en daarnaast voor een kleine 20% uit Serviers en 18% Hongaren.

## Gemeente Beli Manastir
De gemeente bestaat uit de volgende plaatsen (tussen haakjes de Hongaarse naam):
- Beli Manastir (Pélmonostor)
- Branjin Vrh (Baranyavár),
- Šumarina (Benge)
- Šećerana (Cukorgyár)

Nabij het dorp Branjin Vrh wordt een nieuwe grensovergang gebouwd die geopend wordt als de Kroatische autosnelweg A5 en de Hongaarse autosnelweg M6 gereed zijn.

## Bevolkingssamenstelling
Tijdens de volkstelling woonden in de stad 2447 personen;
- Duitsers 1496 (61,1 %)
- Serven 478 (19,5 %)
- Hongaren 443 (18,1 %)
- Kroaten 6 (0,24 %)
- Andere 24 (0,98 %)[6]

In 2011 woonden er in de stad 8.049 personen;
- Kroaten 5750 (57,11 %)
- Serven 2572 (25,55 %)
- Hongaren 801 (7,96 %)
- Roma 301 (2,99 %)
- Duitsers 85 (0,84 %)

Steden (gradovi): Osijek · Beli Manastir · Belišće · Donji Miholjac · Đakovo · Našice · Valpovo

Gemeenten (općine): Antunovac · Bilje · Bizovac · Čeminac · Čepin · Darda · Donja Motičina · Draž · Drenje · Đurđenovac · Erdut · Ernestinovo · Feričanci · Gorjani · Jagodnjak · Kneževi Vinogradi · Koška · Levanjska Varoš · Magadenovac · Marijanci · Petlovac · Petrijevci · Podgorač · Podravska Moslavina · Popovac · Punitovci · Satnica Đakovačka · Semeljci · Strizivojna · Šodolovci · Trnava · Viljevo · Viškovci · Vladislavci · Vuka